# Vauchelles-lès-Domart
Pour les articles homonymes, voir Vauchelles (homonymie) et Domart.
Vauchelles-lès-Domart est une commune française située dans le département de la Somme, en région Hauts-de-France.

## Géographie

### Localisation
Vauchelles-lès-Domart est un village picard du Ponthieu.
À vol d'oiseau, la localité est située à 5 km au nord-ouest de Flixecourt, 5 km au sud-ouest de Domart-en-Ponthieu, 5 km au sud-est d'Ailly-le-Haut-Clocher, 7 km au nord-ouest de Longpré-les-Corps-Saints, 17 km au sud-est d'Abbeville et à 25 km au nord-ouest d'Amiens.
Le territoire de la commune est limitrophe de ceux de quatre communes.
Les communes limitrophes sont Brucamps, Mouflers, Ville-le-Marclet et Villers-sous-Ailly.

### Hydrographie
La commune est située dans le bassin Artois-Picardie. Elle n'est drainée par aucun cours d'eau.

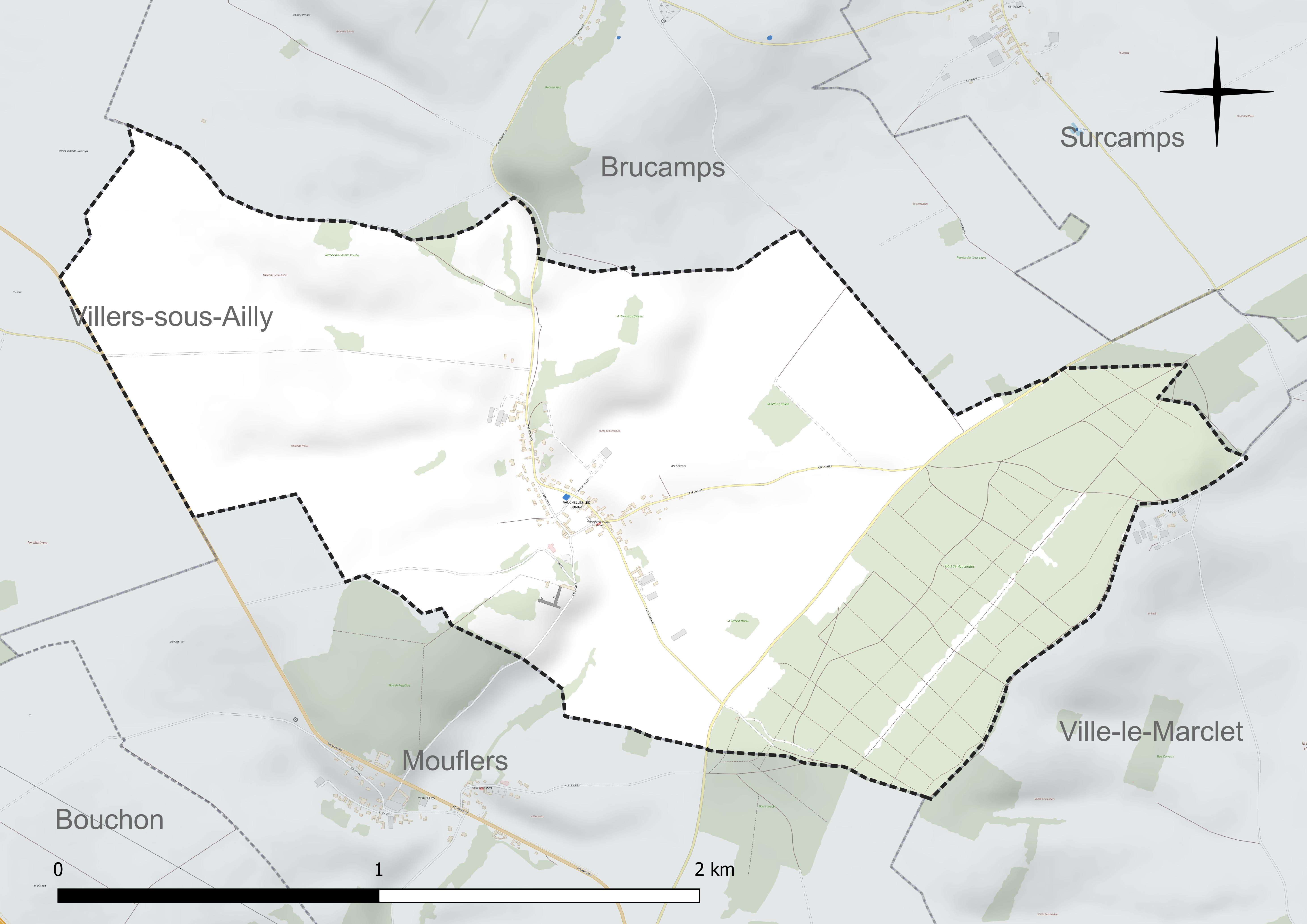
Réseau hydrographique de Vauchelles-lès-Domart.

### Climat
Pour des articles plus généraux, voir Climat des Hauts-de-France et Climat de la Somme.
En 2010, le climat de la commune est de type climat océanique dégradé des plaines du Centre et du Nord, selon une étude du CNRS s'appuyant sur une série de données couvrant la période 1971-2000. En 2020, Météo-France publie une typologie des climats de la France métropolitaine dans laquelle la commune est exposée à un climat océanique et est dans la région climatique Côtes de la Manche orientale, caractérisée par un faible ensoleillement (1 550 h/an) ; forte humidité de l'air (plus de 20 h/jour avec humidité relative > 80 % en hiver), vents forts fréquents.
Pour la période 1971-2000, la température annuelle moyenne est de 10,5 °C, avec une amplitude thermique annuelle de 13,3 °C. Le cumul annuel moyen de précipitations est de 781 mm, avec 12,1 jours de précipitations en janvier et 8,4 jours en juillet. Pour la période 1991-2020, la température moyenne annuelle observée sur la station météorologique la plus proche, située sur la commune de Bernaville à 12 km à vol d'oiseau, est de 10,4 °C et le cumul annuel moyen de précipitations est de 877,3 mm,. Pour l'avenir, les paramètres climatiques de la commune estimés pour 2050 selon différents scénarios d'émission de gaz à effet de serre sont consultables sur un site dédié publié par Météo-France en novembre 2022.

## Urbanisme

### Typologie
Au 1er janvier 2024, Vauchelles-lès-Domart est catégorisée commune rurale à habitat dispersé, selon la nouvelle grille communale de densité à sept niveaux définie par l'Insee en 2022.
Elle est située hors unité urbaine. Par ailleurs la commune fait partie de l'aire d'attraction d'Amiens, dont elle est une commune de la couronne,. Cette aire, qui regroupe 369 communes, est catégorisée dans les aires de 200 000 à moins de 700 000 habitants,.

### Occupation des sols
L'occupation des sols de la commune, telle qu'elle ressort de la base de données européenne d'occupation biophysique des sols Corine Land Cover (CLC), est marquée par l'importance des territoires agricoles (67,8 % en 2018), une proportion identique à celle de 1990 (67,8 %). La répartition détaillée en 2018 est la suivante : 
terres arables (65 %), forêts (25,7 %), zones urbanisées (6,6 %), zones agricoles hétérogènes (2,7 %). L'évolution de l'occupation des sols de la commune et de ses infrastructures peut être observée sur les différentes représentations cartographiques du territoire : la carte de Cassini (XVIIIe siècle), la carte d'état-major (1820-1866) et les cartes ou photos aériennes de l'IGN pour la période actuelle (1950 à aujourd'hui).

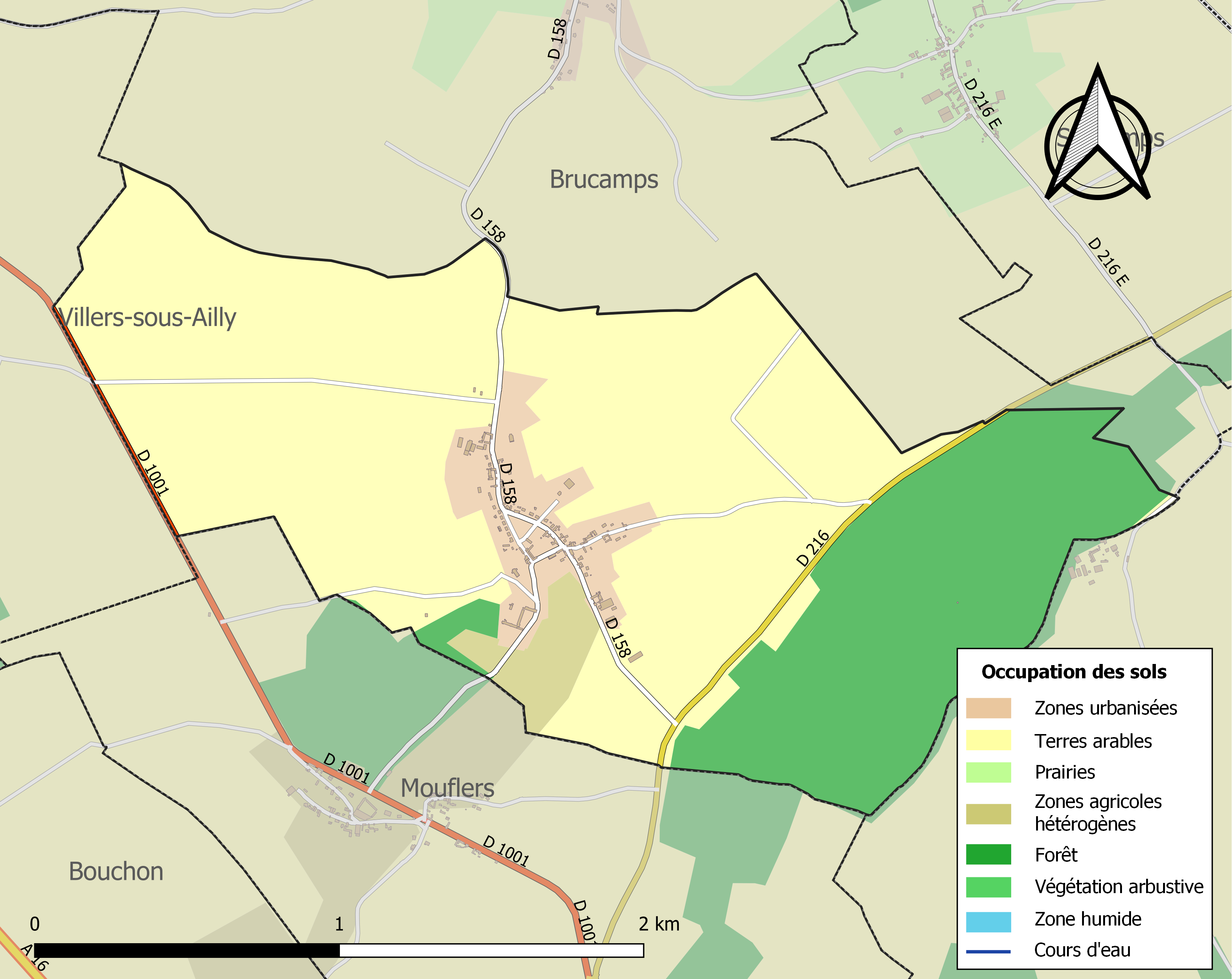
Carte des infrastructures et de l'occupation des sols de la commune en 2018 (CLC).

### Voies de communication et transports
Vauchelles-lès-Domart est accessible par la route départementale 158 (RD 158).
La localité est desservie par la ligne d'autocars no 28 (Saint-Léger - L'Étoile - Flixecourt - Amiens) du réseau inter-urbain Trans'80.

## Toponymie
Un cartulaire de Bertaucourt nous fournit Vaucelli en 1109 et Valcelli en 1176, puis Valceles en 1230. Vausselles est cité en 1507 dans les coutumes locales.

Du pluriel de l'oïl vacele, variante de vaucele « petite vallée », dans la plaine alluviale de la Somme.
La préposition « lès » permet de signifier la proximité d'un lieu géographique par rapport à un autre lieu. En règle générale, il s'agit d'une localité qui tient à se situer par rapport à une ville voisine plus grande. La commune française de Vauchelles indique qu'elle se situe près de Domart-en-Ponthieu.

## Histoire

### Le château
Le château de Vauchelles a été édifié aux XVIIe et XVIIIe siècles. Sa construction démarre en 1604 (partie centrale) et s'achève en 1781 (aile). Il est classé Monument Historique. Ce château n'a jamais été vendu. Il est toujours resté dans la même famille, transmis par les femmes, de génération en génération.

### La mairie-école
La famille seigneuriale De Sauzay donne le presbytère à l'église, à l'époque de la Révolution. Le bâtiment sert d'école au village.
En 1876, une école avec salle de mairie et logement d'instituteur est construite sur un terrain cédé par la comtesse de Gomer. En 1972, on édifie une classe en fond de cour et on aménage la mairie dans l'ancienne école.

## Politique et administration
| Période                                  | Période                       | Identité         | Étiquette | Qualité |
| ---------------------------------------- | ----------------------------- | ---------------- | --------- | ------- |
| Les données manquantes sont à compléter. |                               |                  |           |         |
| mars 2001                                | mars 2008                     | Maurice Vallart  | DVD       |         |
| mars 2008                                | juillet 2020                  | Bernard Rifflard |           |         |
| 2020                                     | En cours (au 2 décembre 2020) | Joël Boulard     |           |         |

## Population et société

### Démographie
L'évolution du nombre d'habitants est connue à travers les recensements de la population effectués dans la commune depuis 1793. Pour les communes de moins de 10 000 habitants, une enquête de recensement portant sur toute la population est réalisée tous les cinq ans, les populations de référence des années intermédiaires étant quant à elles estimées par interpolation ou extrapolation. Pour la commune, le premier recensement exhaustif entrant dans le cadre du nouveau dispositif a été réalisé en 2006.

En 2022, la commune comptait 121 habitants, en évolution de −0,82 % par rapport à 2016 (Somme : −1,26 %, France hors Mayotte : +2,11 %).
| 1793 | 1800 | 1806 | 1821 | 1831 | 1836 | 1841 | 1846 | 1851 |
| ---- | ---- | ---- | ---- | ---- | ---- | ---- | ---- | ---- |
| 228  | 186  | 207  | 245  | 284  | 280  | 305  | 301  | 285  |

| 1856 | 1861 | 1866 | 1872 | 1876 | 1881 | 1886 | 1891 | 1896 |
| ---- | ---- | ---- | ---- | ---- | ---- | ---- | ---- | ---- |
| 288  | 281  | 286  | 265  | 241  | 222  | 206  | 206  | 215  |

| 1901 | 1906 | 1911 | 1921 | 1926 | 1931 | 1936 | 1946 | 1954 |
| ---- | ---- | ---- | ---- | ---- | ---- | ---- | ---- | ---- |
| 191  | 168  | 162  | 129  | 130  | 115  | 106  | 119  | 125  |

| 1962 | 1968 | 1975 | 1982 | 1990 | 1999 | 2006 | 2011 | 2016 |
| ---- | ---- | ---- | ---- | ---- | ---- | ---- | ---- | ---- |
| 130  | 112  | 109  | 121  | 138  | 106  | 124  | 123  | 122  |

| 2021 | 2022 | - | - | - | - | - | - | - |
| ---- | ---- | - | - | - | - | - | - | - |
| 123  | 121  | - | - | - | - | - | - | - |

### Enseignement
L'école publique locale, à classe unique, ferme en 1992.

## Culture locale et patrimoine

### Lieux et monuments
- Le château du XVIIe siècle fait l'objet d'un classement au titre des monuments historiques depuis 1976. Le gouverneur de la place forte de Doullens l'a édifié à partir de 1595[29].

Il est le seul de la Somme à participer, depuis 2019, à la Nuit des châteaux, mêlant culture et patrimoine : son et lumière, concert de musique classique, promenade nocturne, lecture de contes de La Fontaine.

Le château
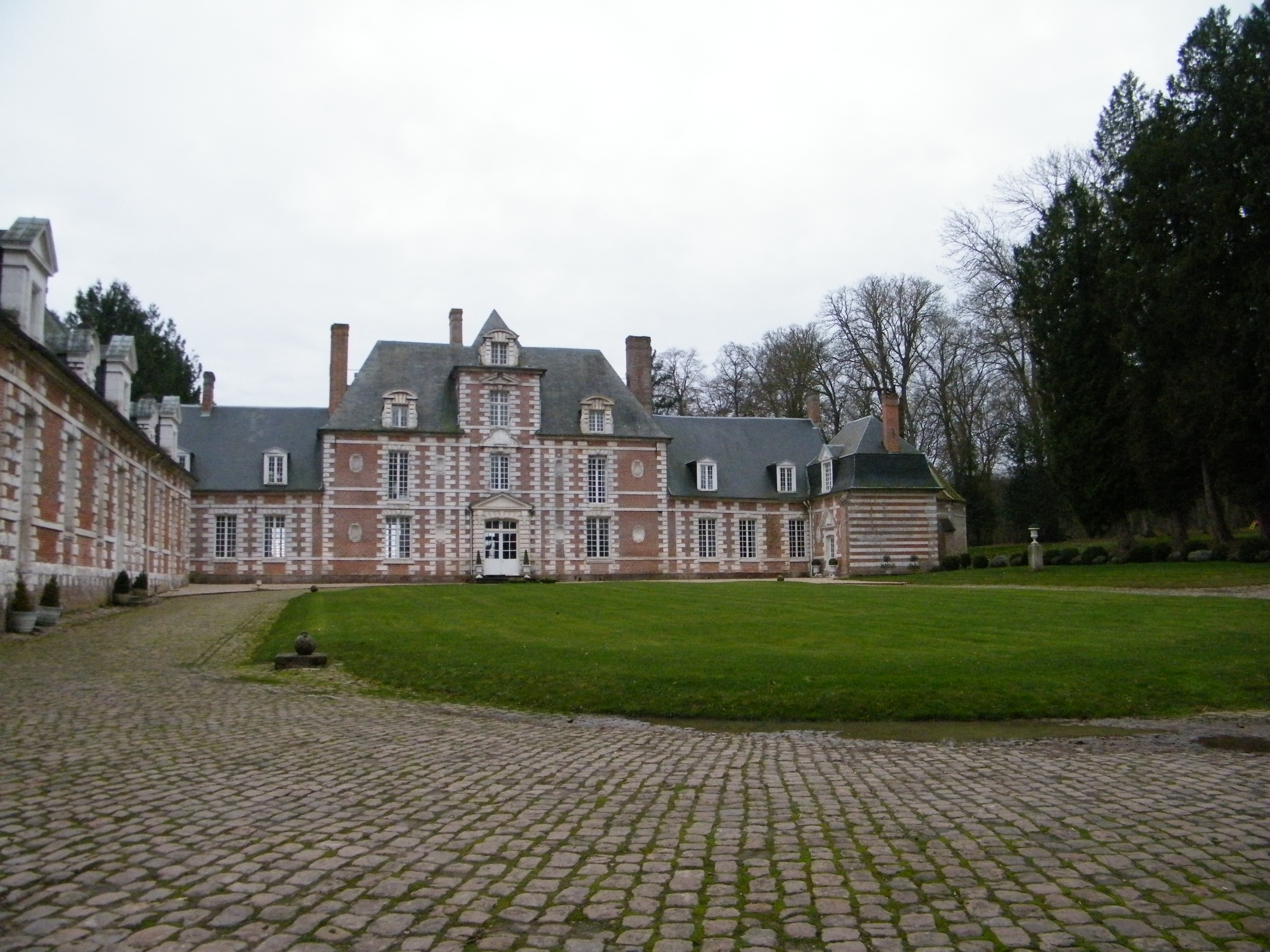
La cour intérieure.
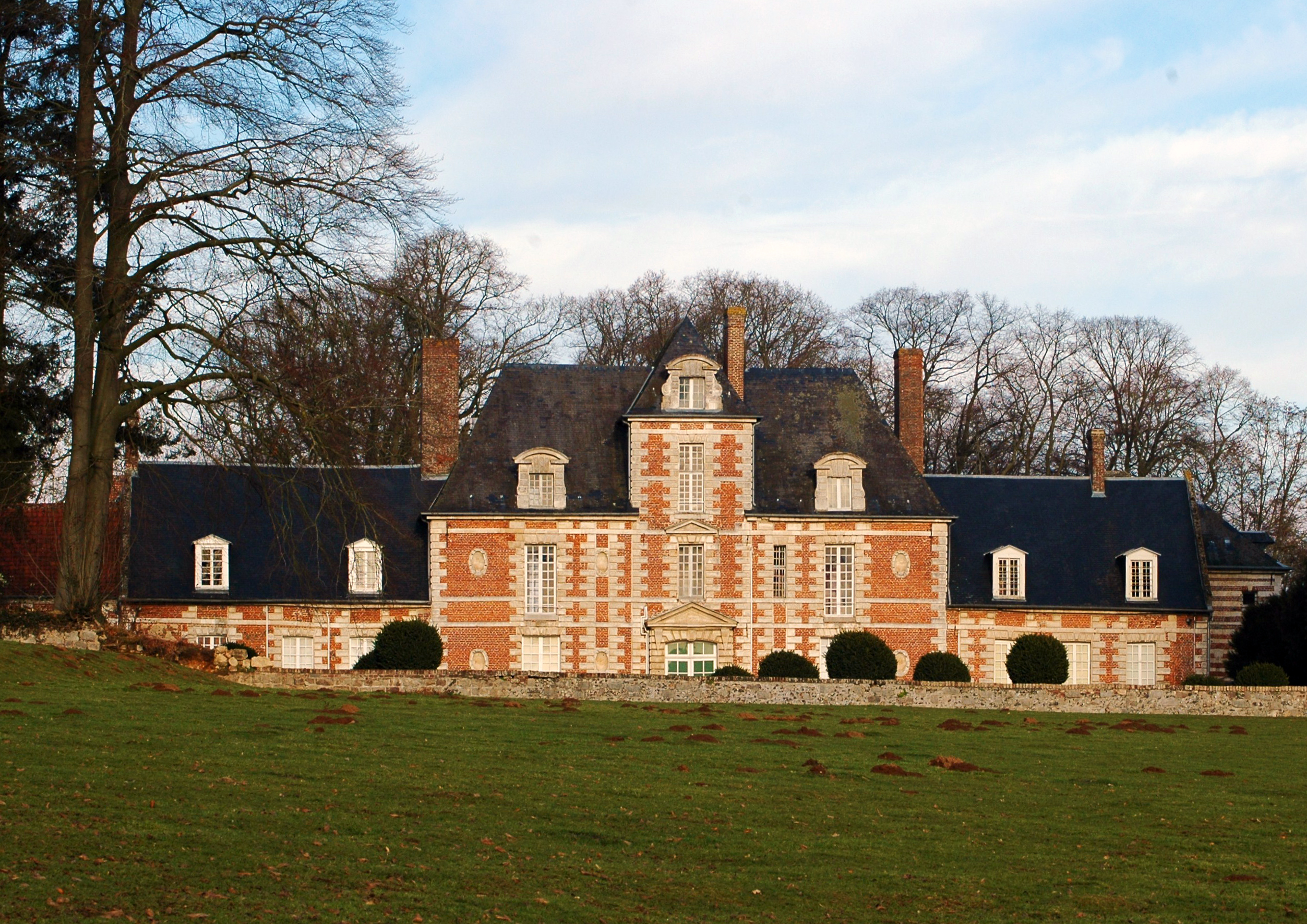
Façade sud.
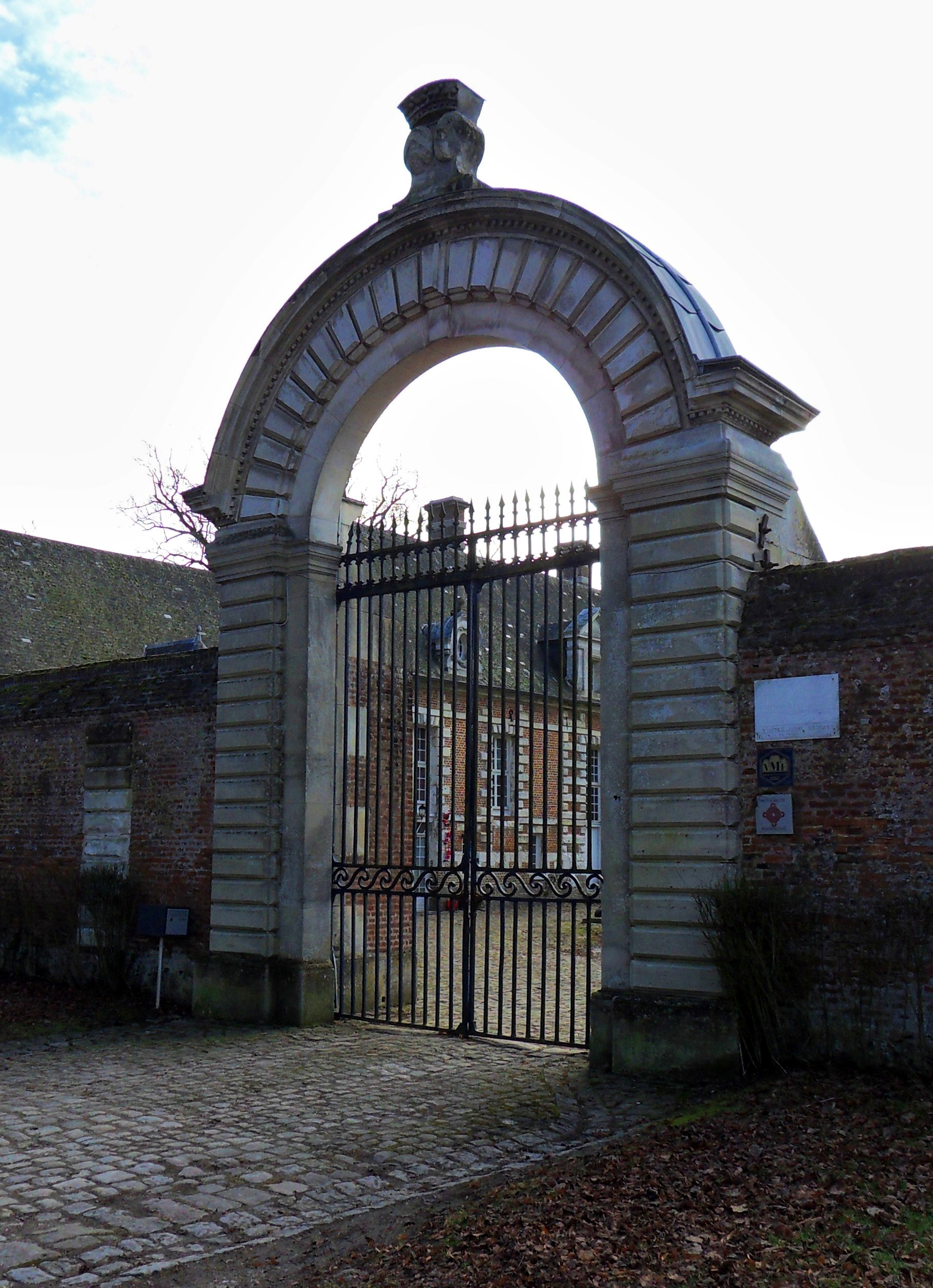
Portail.

- Église Saint-Nicolas - L'église en brique, de style néogothique, a été construite vers 1877. On peut en attribuer les plans à l'architecte amiénois Paul Delefortrie, qui dans les années 1870 a reconstruit avec son père Victor un certain nombre d'églises en brique de style néo-gothique à la demande de familles aristocratiques ou bourgeoises. Son emplacement devant le château et son décor se placent dans la tradition du mécénat seigneurial d'Ancien Régime.

L'église Saint-Nicolas
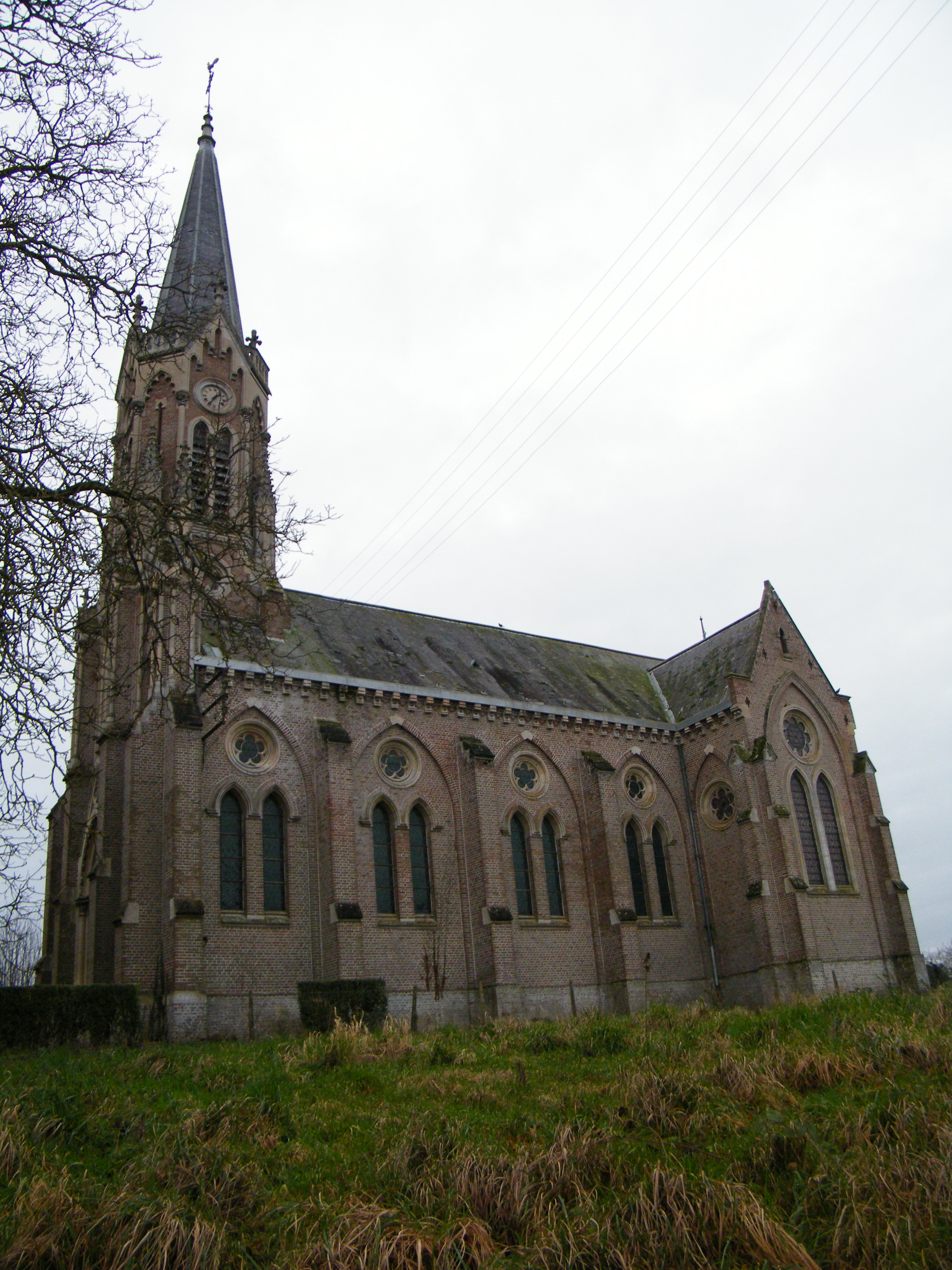
L'église, façade nord.
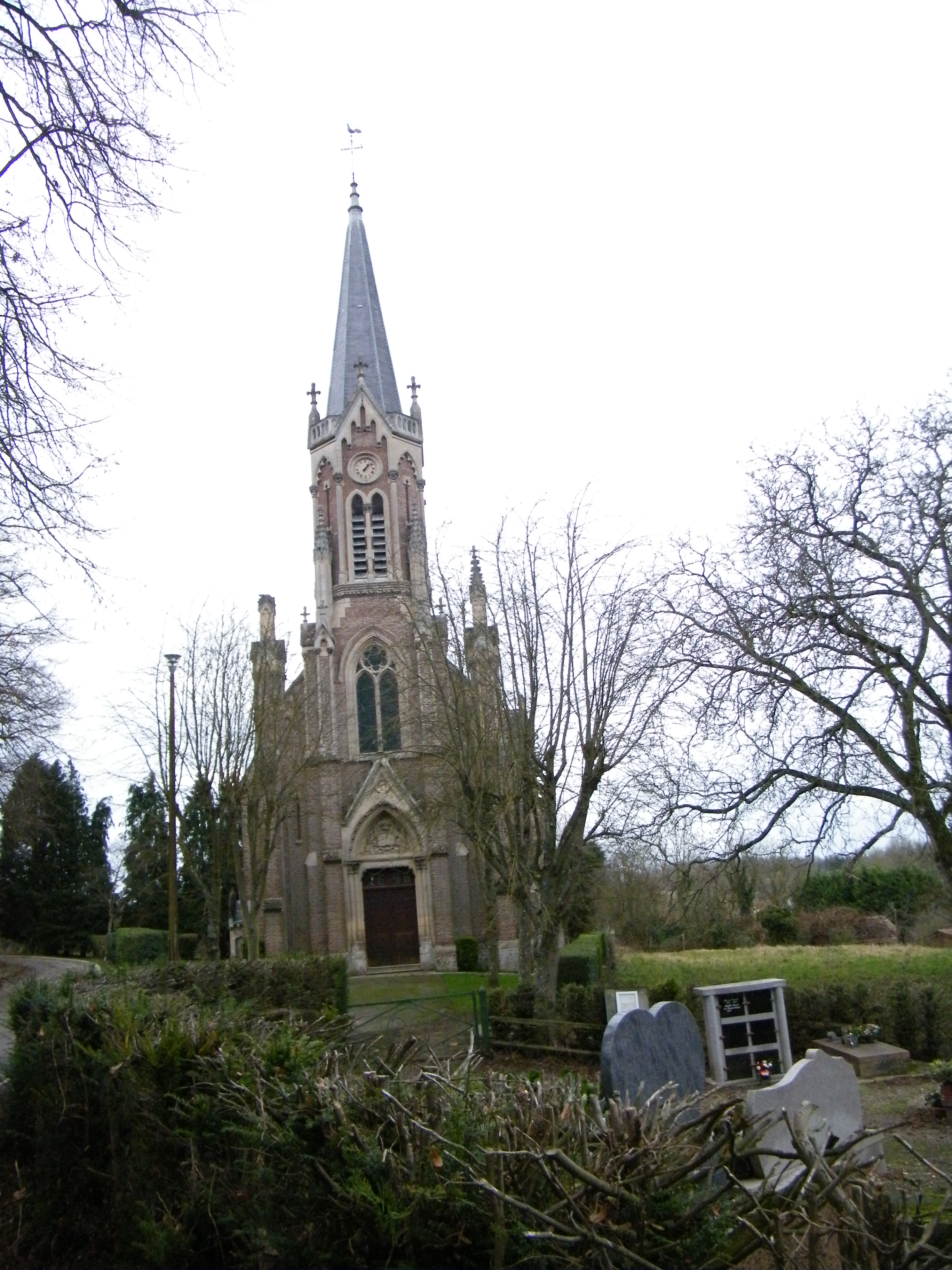
Le clocher.
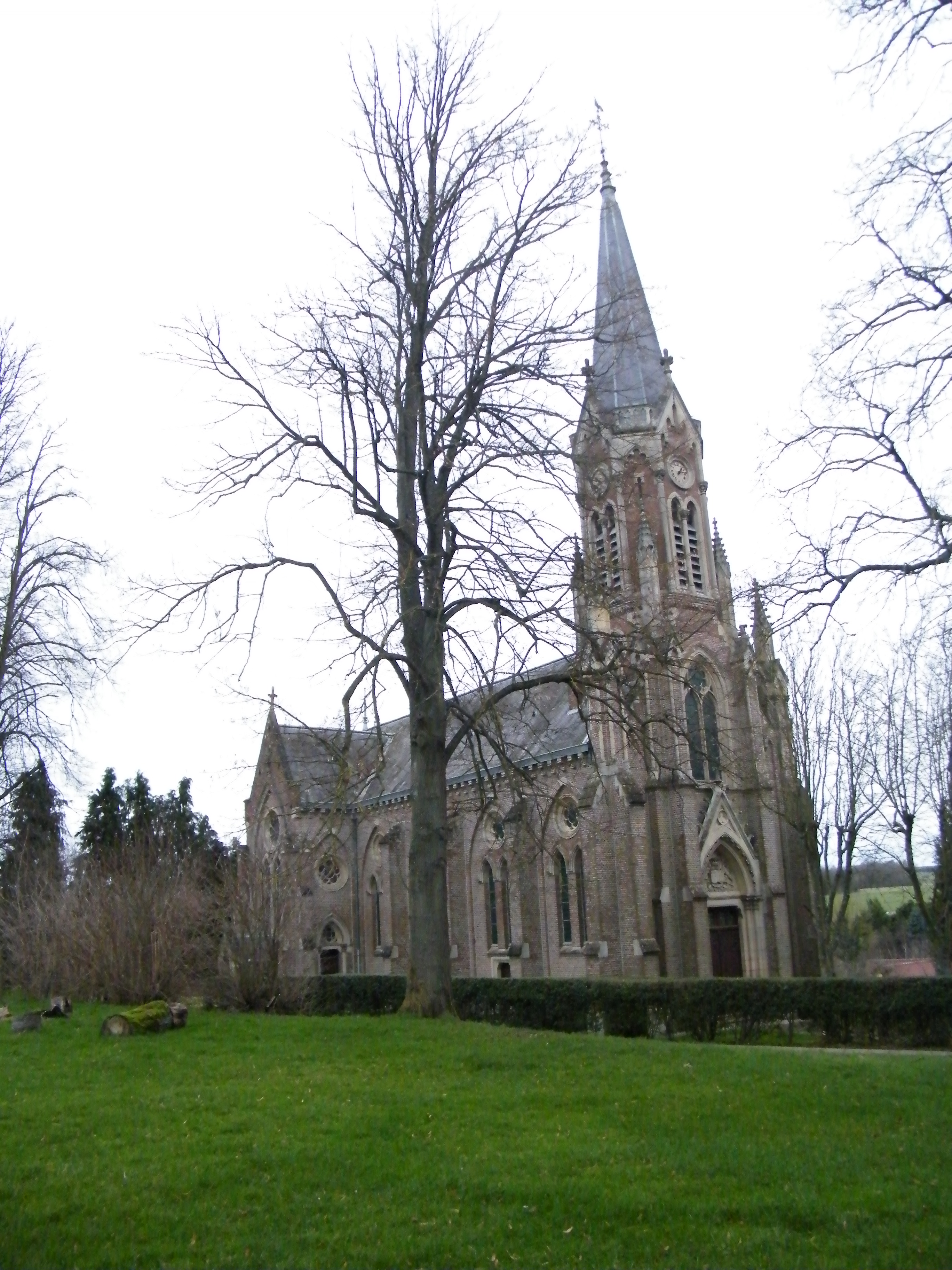
Façade sud.
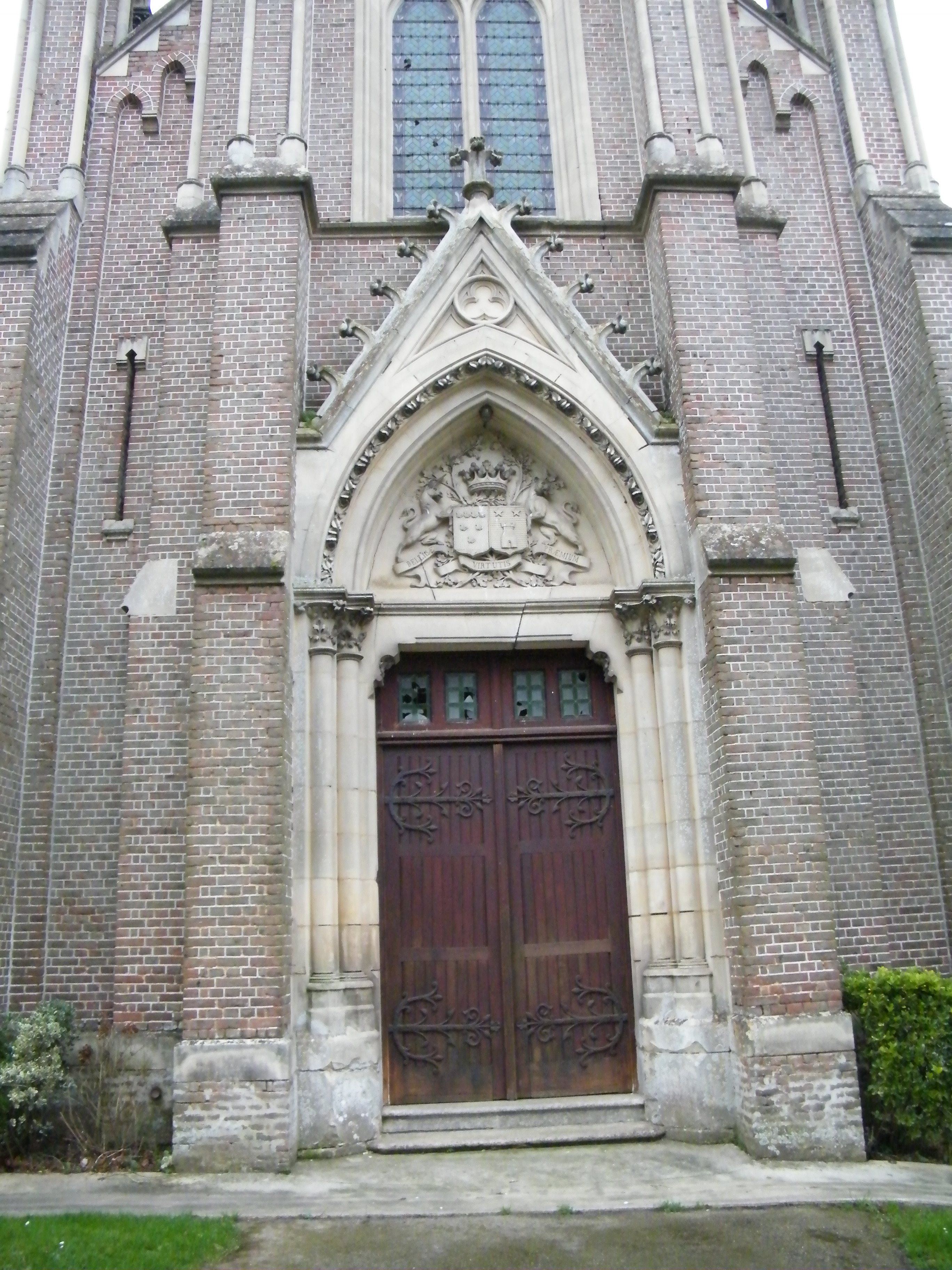
Portail avec blasons.

Équipements communaux
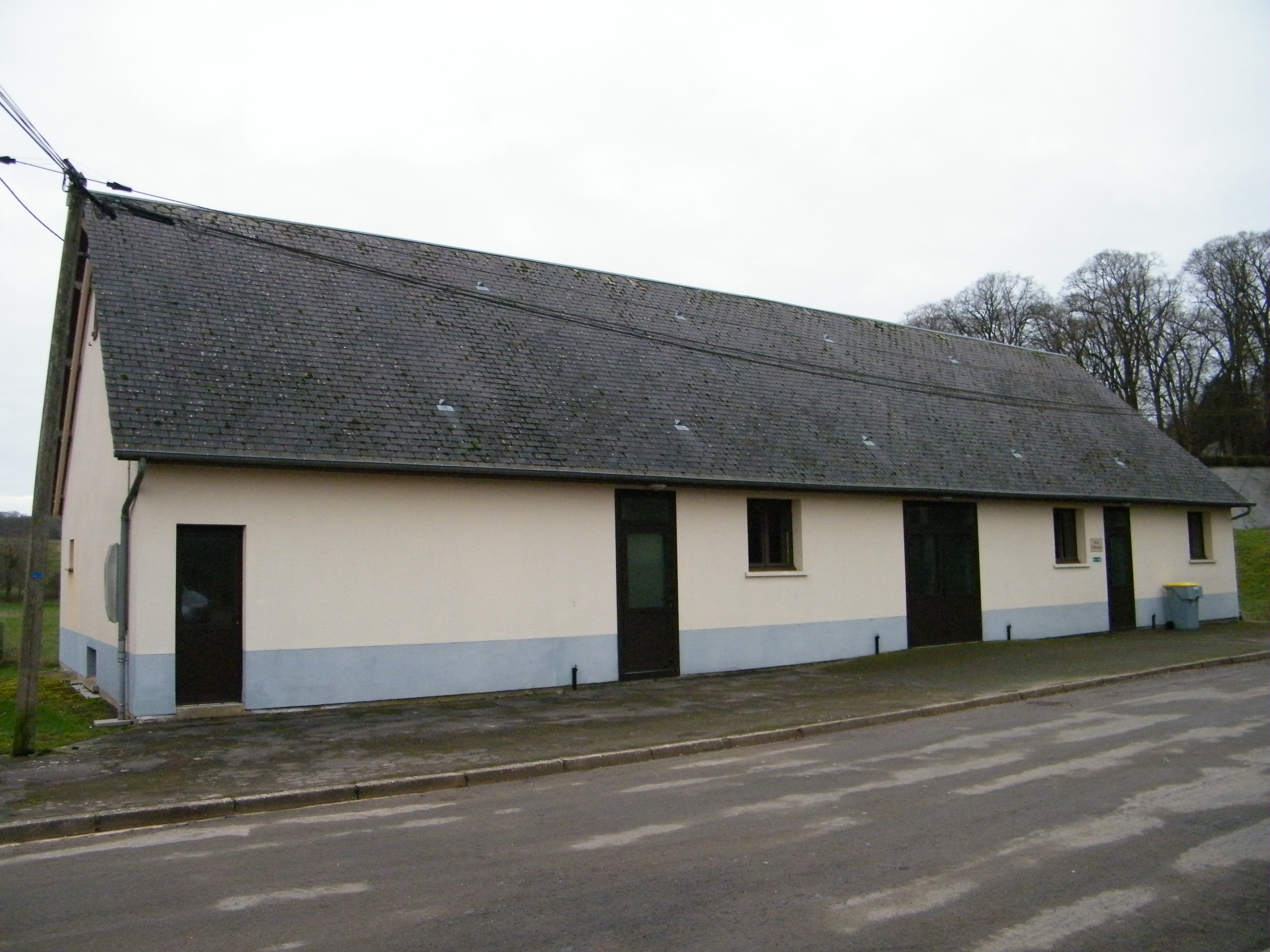
Salle communale façade avant.
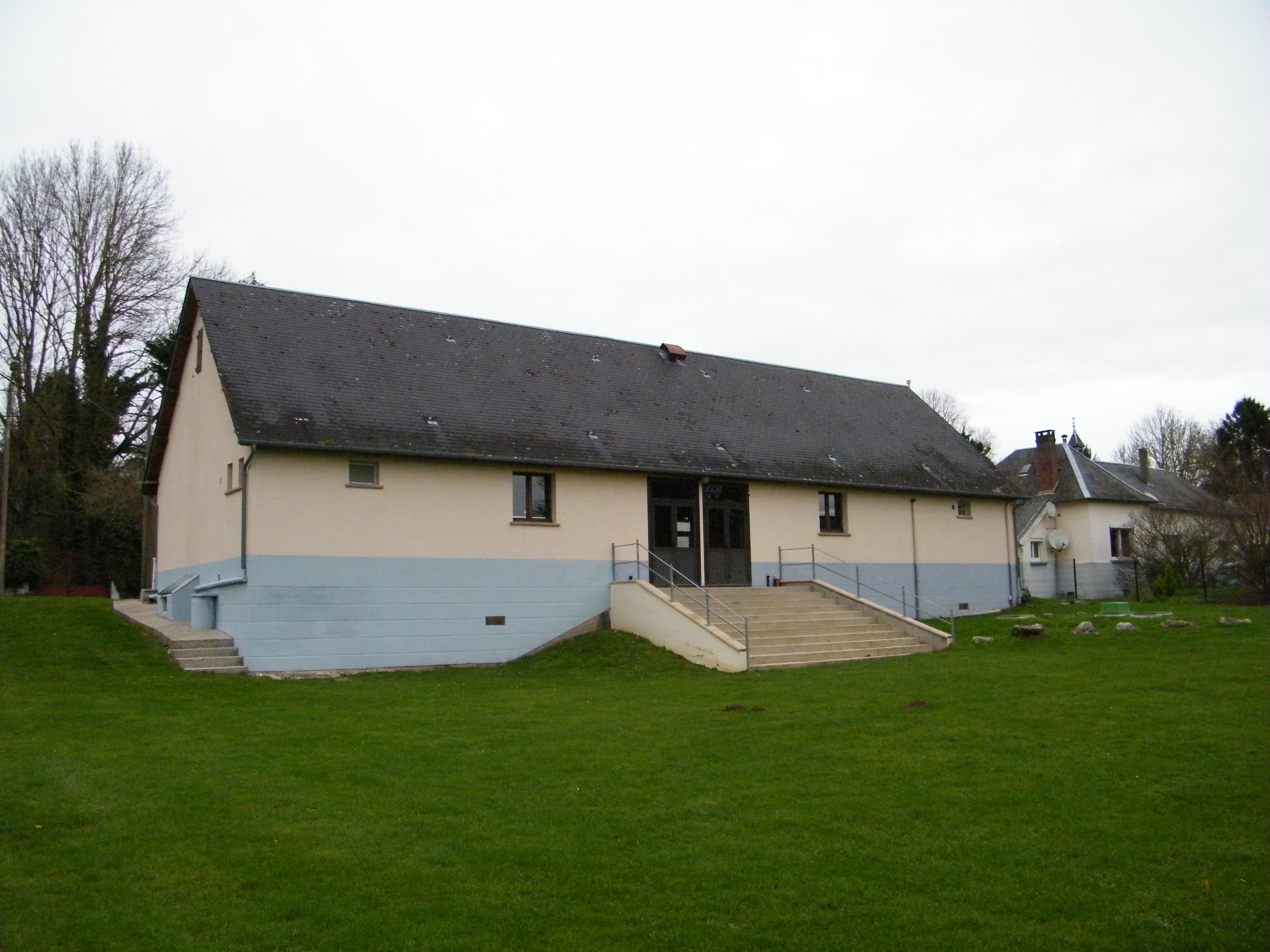
Arrière.
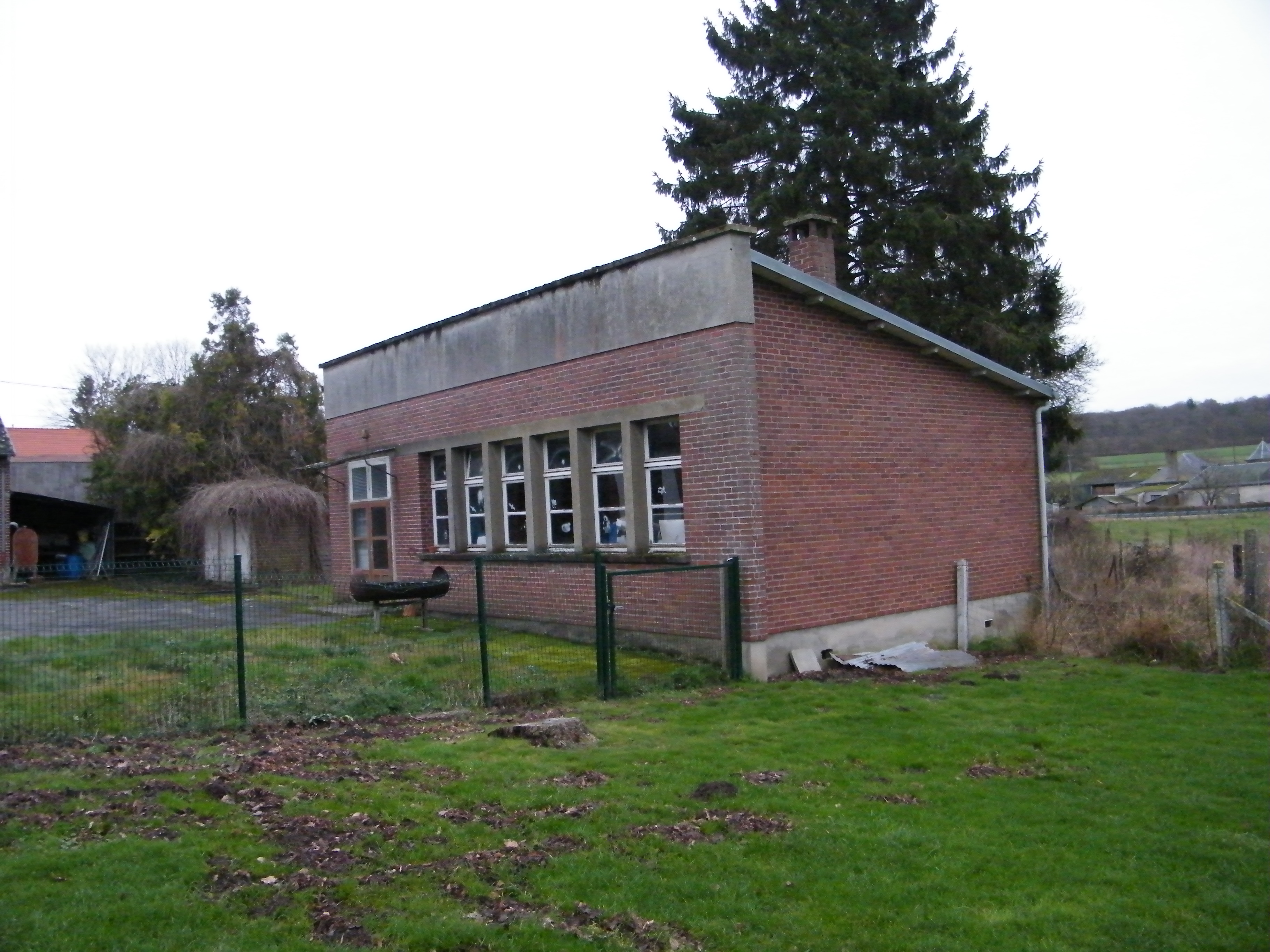
Ancienne école.
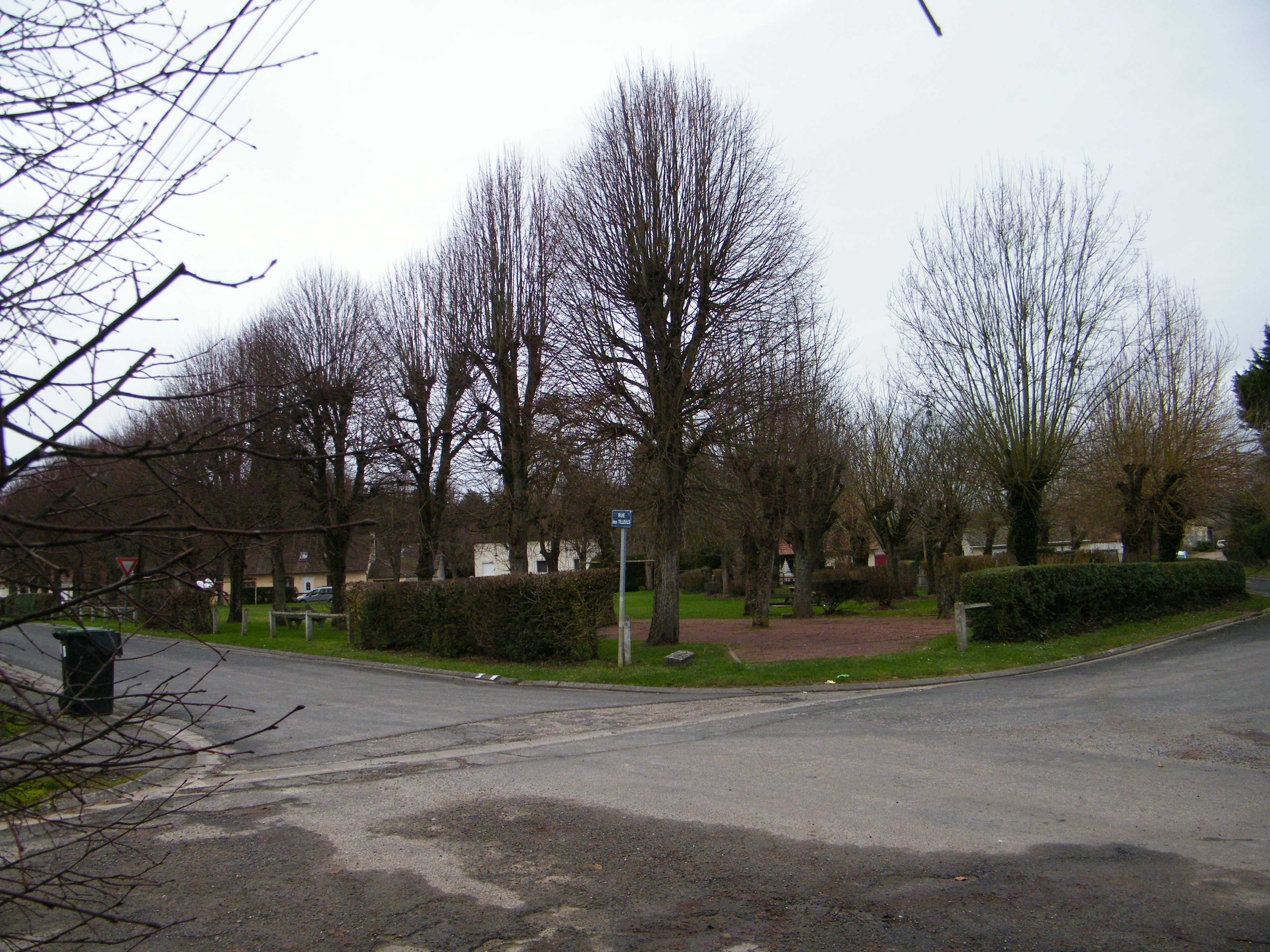
Terrain de sports entouré de tilleuls.

### Personnalités liées à la commune
- François de Louvencourt, traducteur de The famous Voyage of Francis Drake into the south sea, Paris (1627).